# ونزنت (کنتاکی)
ونزنت، کنتاکی (به انگلیسی: Vanzant, Kentucky) یک محدوده ثبت‌نشده در ایالات متحده آمریکا است که در شهرستان برکینریج، کنتاکی واقع شده‌است.

## خصوصیات
ونزنت ۱۵۹٫۱۱ متر بالاتر از سطح دریا واقع شده‌است.